# Xanthopimpla parvula
Xanthopimpla parvula là một loài tò vò trong họ Ichneumonidae.